# Grewia erythraea
Grewia erythraea är en malvaväxtart som beskrevs av Georg August Schweinfurth. Grewia erythraea ingår i släktet Grewia och familjen malvaväxter. Inga underarter finns listade i Catalogue of Life.